# The Shangri-Las
The Shangri-Las sono state un gruppo pop femminile statunitense, originario del quartiere Queens di New York, attivo tra il 1963 ed il 1968 e famoso per aver raggiunto la vetta delle classifiche con brani con tematiche adolescenziali come Leader of the Pack e Remember (Walkin' in the Sand).

## Storia
Il gruppo era composto da quattro ragazze adolescenti: le sorelle Mary (1948) ed Elizabeth "Betty" Weiss (1946), e le gemelle Marguerite "Marge" (1948-1996) e Mary Ann Ganser (1948-1970). Il nome proviene da un ristorante del quartiere Queens.
Realizzarono un primo singolo nel 1964 per la Spokane Records una sussidiaria della Florence Greenberg, in aprile sempre del 1964 i loro genitori firmarono un contratto con la Red Bird Records di proprietà del duo Leiber & Stoller. Grazie alla produzione di George "Shadow" Morton ottennero il loro primo successo con Remember (Walkin' in the Sand), che raggiunse il quinto posto della classifica di Billboard. Fu seguito dal loro singolo di maggior successo Leader of the Pack, che raggiunse il primo posto nella Billboard Hot 100, l'ottavo in Norvegia e l'undicesimo nel Regno Unito.
Il gruppo iniziò un lungo tour dal vivo negli Stati Uniti suonando assieme a Beatles, The Drifters e James Brown, e nel Regno Unito a fianco di Dusty Springfield e The Zombies. Poiché Betty Weiss decise di non partecipare fino a metà 1965 e che non apparve in molte foto, i fan credettero che il gruppo fosse un trio. La rivista Cashbox le elesse miglior gruppo R&B dell'anno.
Il successo proseguì nel 1965, l'anno successivo due singoli fallirono l'entrata nella top 50 e cominciarono i dissapori all'interno del gruppo. Mary Ann Ganser uscì temporaneamente rientrando non appena lasciò la gemella Marge. Il gruppo lasciò la Red Bird Records per accasarsi alla Mercury, ma furono abbandonate dal produttore preso da altri progetti (Janin Ian, Vanilla Fudge) ed anche la nuova etichetta perse interesse in loro portando il gruppo all'inesorabile scioglimento avvenuto nel 1968.
Mary Ann Ganser morì improvvisamente nel 1970 all'età di 22 anni. Dei membri rimanenti solamente Mary Weiss proseguì la carriera musicale, anche se in maniera discontinua.

## Formazione
- Mary Weiss
- Elizabeth "Betty" Weiss
- Marguerite "Marge" Ganser
- Mary Ann Ganser

## Discografia parziale

### Album in studio
- 1965 – Leader of the Pack
- 1965 – Shangri-Las-65!

### Singoli
Tutti editi per Red Bird Records tranne dove indicato: 
- 1964 – Wishing Well/Hate to Say I Told You So (Spokane label, riedito per Scepter)
- 1964 – Remember (Walking in the Sand)/It's Easier to Cry (U.S. #5, UK #14)
- 1964 – Leader of the Pack/What Is Love? (U.S. #1, UK #11 (1964), UK #3 (1972), UK #7 (1976))
- 1964 – Simon Says/Simon Speaks (registrato nel 1963/64, Smash)
- 1964 – Give Him a Great Big Kiss/Twist and Shout (U.S. #18)
- 1964 – Maybe/Shout (U.S. #91)
- 1965 – Out in the Streets/The Boy (U.S. #53)
- 1965 – Give Us Your Blessings/Heaven Only Knows (U.S. #29)
- 1965 – Right Now and Not Later/The Train from Kansas City (U.S. #99)
- 1965 – I Can Never Go Home Anymore/Bull Dog (U.S. #6)
- 1966 – Long Live Our Love/Sophisticated Boom Boom (U.S. #33)
- 1966 – He Cried/Dressed in Black (U.S. #65)
- 1966 – Past, Present and Future/Paradise (U.S. #59)
- 1967 – The Sweet Sounds of Summer/I'll Never Learn (U.S. #123) (Mercury)
- 1967 – Take the Time/Footsteps on the Roof (Mercury)